# Olfactophilie

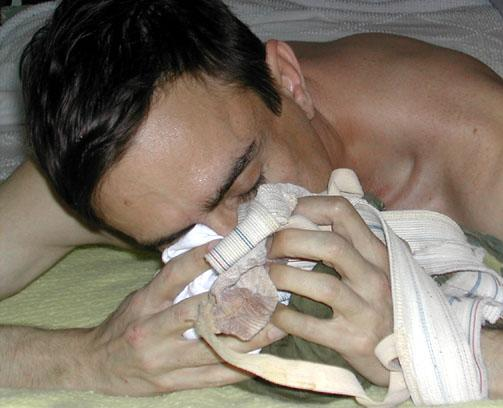
Un homme reniflant des sous-vêtements de sport, une forme d'olfactophilie.

L’Olfactophilie ou osmolagnie est une paraphilie pour, ou excitation sexuelle pour les odeurs émanant du corps, et spécialement des zones sexuelles. Étymologies : olfactophilie (latin : olfacto, sentir, et philia, amour) ; osmolagnia (grec : osme, odeur, et lagneia, luxure).
Sigmund Freud a utilisé le terme osphresiolagnie en référence aux plaisirs causés par les odeurs.